# 野尻靖之
野尻 靖之（のじり やすゆき、1963年6月20日 - ）は、脚本家、構成作家。また、白根 翼（しらね つばさ）名で小説家。オフィス・トゥー・ワン所属。秋田県出身。東京経済大学卒業。

## 人物
好きだったコメディ映画のようなものを自分でも作りたいと思い、一番近いと思った放送作家の道に、大学卒業後すぐ入り込む。初仕事は、ラジオ番組に寄せられた大量のハガキの中から使えるものを選び出し、読みやすいように直すというものだった。
その後、初めのうちは深夜ドラマの脚本を中心に活動。
1997年、アウトローな少女たちが犯罪組織に立ち向かうという設定で好評を博したドラマ『FiVE』（日本テレビ、ともさかりえ主演）の第1・2話の脚本を担当するなど、サスペンスやホラーのドラマを手がける。
その一方で、2001年頃からは、看板番組の構成、あるいは、大型連休などに放送の硬派の特別番組（ノンフィクション、ドキュメンタリー）の脚本・構成にも起用される。
さらに、2008年頃からは「白根翼」のペンネームで官能小説（本人いわく「官能コメディ小説」）を執筆し、2010年にはPlayStation Portable用ゲームのメインストーリーと脚本を担当するなど、芸域を広げている。

## 脚本
脚本の実績を以下に記す。年月日は放送日。

### ノンフィクション
- 『8.12日航機墜落 30回目の夏 生存者が今明かす“32分間の闘い”ボイスレコーダーの“新たな声”』（2014年8月12日、フジテレビ）
- 『NHKスペシャル MEGAQUAKE 巨大地震 III 第3回 よみがえる関東大震災 〜首都壊滅・90年目の警告〜』（2013年8月31日、NHK総合）
- 『地下鉄サリン事件 15年目の真相 - あの日、霞ヶ関で何が起こったのか - 』主演：原田美枝子（2010年3月20日、フジテレビ）
- 『ヒットメーカー 阿久悠物語』主演：田辺誠一（2008年8月1日、日本テレビ）
- 『大韓航空機爆破事件から20年 金賢姫を捕らえた男たち 〜封印された3日間〜』主演：高嶋政伸（2007年12月15日、フジテレビ）
- 『独占取材!私だけが知っている小泉純一郎』主演：笑福亭鶴瓶（2006年10月8日、フジテレビ）
- 金曜エンタテイメント特別企画『8・12日航機墜落 20年目の誓い - 天国にいるわが子へ - 』主演：原田美枝子（2005年8月12日、フジテレビ）
- 『封印された“拉致”海に消えた真実 愛の戦い41年』主演：泉ピン子（2004年9月24日、フジテレビ） … 構成も担当
- 『完全再現!北朝鮮拉致・25年目の真実 消えた大スクープの謎』主演：石黒賢（2003年9月12日、フジテレビ）

### ドラマ
- 『蘇る陰陽師 - 誰も行かない墓殺人事件』主演：市川染五郎（七代目）（2002年、フジテレビ）
- 金曜エンタテイメント『みのもんたのトゥルー・ストーリーズ』主演：夏木マリ（2002年、フジテレビ）
- 『学校の怪談 春の呪いスペシャル - アサギの呪い』主演：内山理名（2000年、関西テレビ）
- 金曜エンタテイメント『盗撮!覗かれた主婦』主演：財前直見（1999年、フジテレビ）
- 『走れ公務員!』主演：さとう珠緒（1998年、フジテレビ）
- 『スタッフ・オンリー』（1997年、フジテレビ）
- 『FiVE』主演：ともさかりえ（1997年、日本テレビ）
- 『木曜の怪談 MMR未確認飛行物体』主演：中山秀征（1996年、フジテレビ）
- 『東京SEX』（1995年、フジテレビ）
- 『ハートにS』（1994・1995年、フジテレビ）

### アニメ
- 『ブギーポップは笑わない Boogiepop Phantom』（2000年、テレビ東京）
- 『サザエさん』（フジテレビ）

### 人形劇
- 天才てれびくん『ドラムカンナの冒険』（2002年、NHK教育）

### ゲーム
- クロヒョウ 龍が如く新章（2010年、セガ、PlayStation Portable用）

## 構成
構成の実績を以下に記す。年月日は放送日。

### ドキュメンタリー
- コズミックフロント 「宇宙でイチバン！驚異の天体 最も熱く速い星」（2014年7月17日、NHK BSプレミアム）…共演出
- BS民放5局共同特別番組 久米宏の『ニッポン百年物語』〜医学の100年〜「日本人はなぜ長寿になったのか」（2013年12月30日、BSフジ）
- 『炎の天才画家ゴッホ - 120年目の真実』レポーター：知花くらら（2010年10月17日、TBS）
- 『知られざる“龍馬伝”世紀の英雄・坂本龍馬最大の謎と秘密の暗号』（2010年5月8日、フジテレビ）
- 新春超歴史ミステリー『古代ローマ1000年史!! 空前の巨大帝国全解明スペシャル』（2008年1月3日、TBS）
- 『新報道プレミアA』（2007-2008年、フジテレビ）
- 『古代エジプト大冒険!!黄金・ミイラ・大発掘 究極の48秘ミステリー全解明スペシャル』（2007年1月3日、TBS）
- 『生命38億年スペシャル 人間とはなんだ?!』（TBS）
- スーパーフライデー『緊急特番!巨大地震が日本を襲う日』（2005年12月9日、TBS）
- 『超時空ミステリー!世紀の天才 ダ・ヴィンチ 最大の謎と秘密の暗号 〜「ダ・ヴィンチ・コード」の真実に迫る!〜』（2005年3月12日、フジテレビ）
- 金曜プレステージ『最強ドクターが救った命と家族の絆スペシャル』（フジテレビ）
- スーパーテレビ『女性入管Gメン24時』（2001年12月10日、日本テレビ）
- 『ZONE』（TBS）

### バラエティ
- 『奇跡体験!アンビリバボー』（1997年- 、フジテレビ）
- 『クメピポ! 絶対あいたい1001人』(2009年、MBS)
- 『オフレコ!』（2000-2002年、TBS）
- 『しあわせ家族計画』（1997-2000年、TBS）
- 『クイズ悪魔のささやき』（1994-1996年、TBS）
- 『ねる様の踏み絵』（1995-1996年、TBS）
- 『ラスタとんねるず'94』（1994年、フジテレビ）
- 『さんまのナンでもダービー』（初期、テレビ朝日）
- 『プロ野球好珍プレー』（TBS）

## テレビ作品が単行本化されたもの
- 村井さだゆき、水上清資、野尻靖之、緒方剛志『ブギーポップは笑わない Boogiepop Phantom (2) - TVシリーズシナリオ集（電撃文庫）』メディアワークス、2000年 ISBN 978-4840215367
- 村井さだゆき、水上清資、野尻靖之、緒方剛志『ブギーポップは笑わない Boogiepop Phantom (1) - TVシリーズシナリオ集（電撃文庫）』メディアワークス、2000年 ISBN 978-4840214919
- 金子ありさ、丹後達臣、野尻靖之『走れ公務員 - POLICE WOMAN』フジテレビ出版、1998年、ISBN 978-4594026301
- 野尻靖之、大川俊道、紫苑薫、橋本以蔵『FiVE』日本テレビ放送網、1997年 ISBN 978-4820396536
- 野尻靖之『東京SEX』角川書店、1996年 ISBN 978-4048729369
- 野尻靖之、樋口徹、川嶋澄乃、桧山夏子『ハートにS』角川書店、1995年 ISBN 978-4048729307

## 小説著作
（「白根翼」名義）
- 『妻を寝とらば』祥伝社（祥伝社文庫）、2012年 ISBN 978-4396338060
- 『婚活の湯』祥伝社（祥伝社文庫）、2011年 ISBN 978-4396336431
- 『正義と性戯』シリーズ 綜合図書（特選小説）、ケータイ小説としても配信
- 『殺したのは私です』祥伝社（祥伝社文庫）、2009年 ISBN 978-4396335458
- 『痴情波デジタル』祥伝社（祥伝社文庫）、2009年 ISBN 978-4396334888

### 共著
- 藍川京、安達瑶、草凪優、小玉二三、子母澤類、白根翼、牧村僚、八神淳一『秘本 黒の章』祥伝社（祥伝社文庫）、2010年 ISBN 978-4396336103
- 睦月影郎、白根翼ほか『XXX トリプルエックス』祥伝社（祥伝社文庫）、2008年 ISBN 978-4396334437